# Параллигаториды
Параллигаториды (лат. Paralligatoridae, дословно — «рядом с аллигаторами») — семейство вымерших крокодиломорф, близких к эузухиям, живших с юрского по меловой периоды. Представители найдены в Южной и Северной Америке, Африке и Евразии. В верхнемеловых отложениях Амурской области, Россия, обнаружен род Shamosuchus.
Древнейший представитель — Batrachomimus, найденный в оксфордско-киммериджских слоях Бразилии.
В 2015 году семейство включили в кладу Eusuchia, куда также относятся представители Hylaeochampsidae и современные крокодилы, но в ходе дальнейших исследований параллигаторид стали рассматривать за пределами этой группы.

## Представители
По данным сайта Paleobiology Database, на июль 2022 года в семейство включают 11 вымерших родов:
- Род Batrachomimus Montefeltro et al., 2013
- Род Brillanceausuchus Michard et al., 1990
- Род Kansajsuchus Efimov, 1975 [syn. Turanosuchus Efimov, 1988]
- Род Paralligator Konjukova, 1954
- Род Rugosuchus Wu et al., 2001
- Род Sabresuchus Tennant et al., 2016[7]
- Род Scolomastax Noto et al., 2020
- Род Shamosuchus Mook, 1924
- Род Tarsomordeo Adams, 2019
- Род Wannchampsus Adams, 2014[7]
- Род Yanjisuchus Rummy et al., 2021

Также в семейство включают в статусе nomen dubium следующие биномены: Paralligator sungaricus Sun, 1958 и Shamosuchus borealis Efimov, 1975.